# Транспорт Сербії
Транспорт Сербії представлений автомобільним , залізничним , повітряним , водним (річковим)  і трубопровідним , у населених пунктах  та у міжміському сполученні діє громадський транспорт пасажирських перевезень. Площа країни дорівнює 77 474 км² (117-те місце у світі). Форма території країни — витягнута в меридіональному напрямку; максимальна дистанція з півночі на південь — 475 км з Косово та 430 км без, зі сходу на захід — 300 км. Географічне положення Сербії дозволяє країні контролювати транспортні шляхи між країнами Балканського півострова, країнами Центральної, Східної та Південної Європи; водні річкові магістралі Дунаєм та Савою. Сербія втратила вихід до вод Світового океану через порти на Адріатичному морі після відокремлення Чорногорії. Через Сербію проходять два загальноєвропейські транспортні коридори — дорожньо-залізничний коридор 10 і річний коридор 7.

## Автомобільний
Автошляхи слугують основою транспортних мереж Сербії. Загальна довжина автошляхів у Сербії, станом на 2010 рік, дорівнює 44 248 км, з яких 28 000 км із твердим покриттям і 16 248 км без нього (80-те місце у світі). 2150 км доріг входять до мережі доріг європейського значення — Е-дороги. 40 % припадає на дороги державного значення, які поділяються на перший і другий порядок, з підкласами A і Б. Державними дорогами загального користування в Сербії вважаються:
- дороги які входять до мережі європейських доріг,
- дороги пов'язані з основними дорогами інших країн,
- дороги всередині країни які пов'язують між собою населені пункти[5].

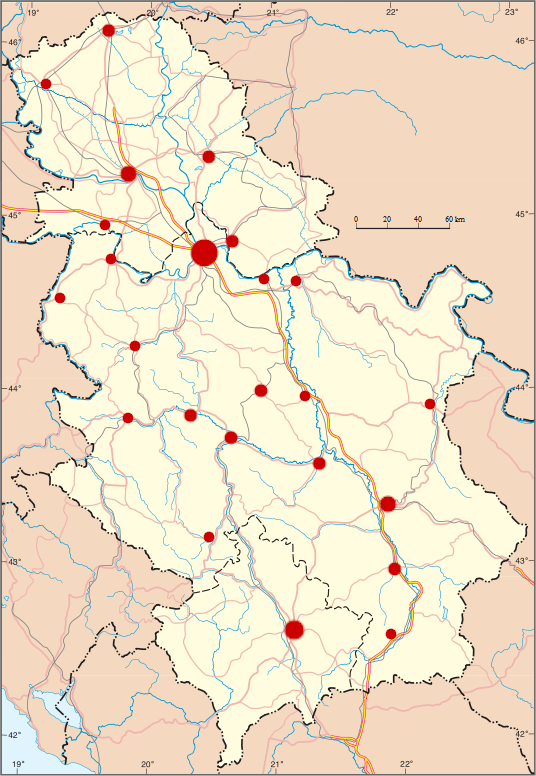
Карта-схема автошляхів Сербії
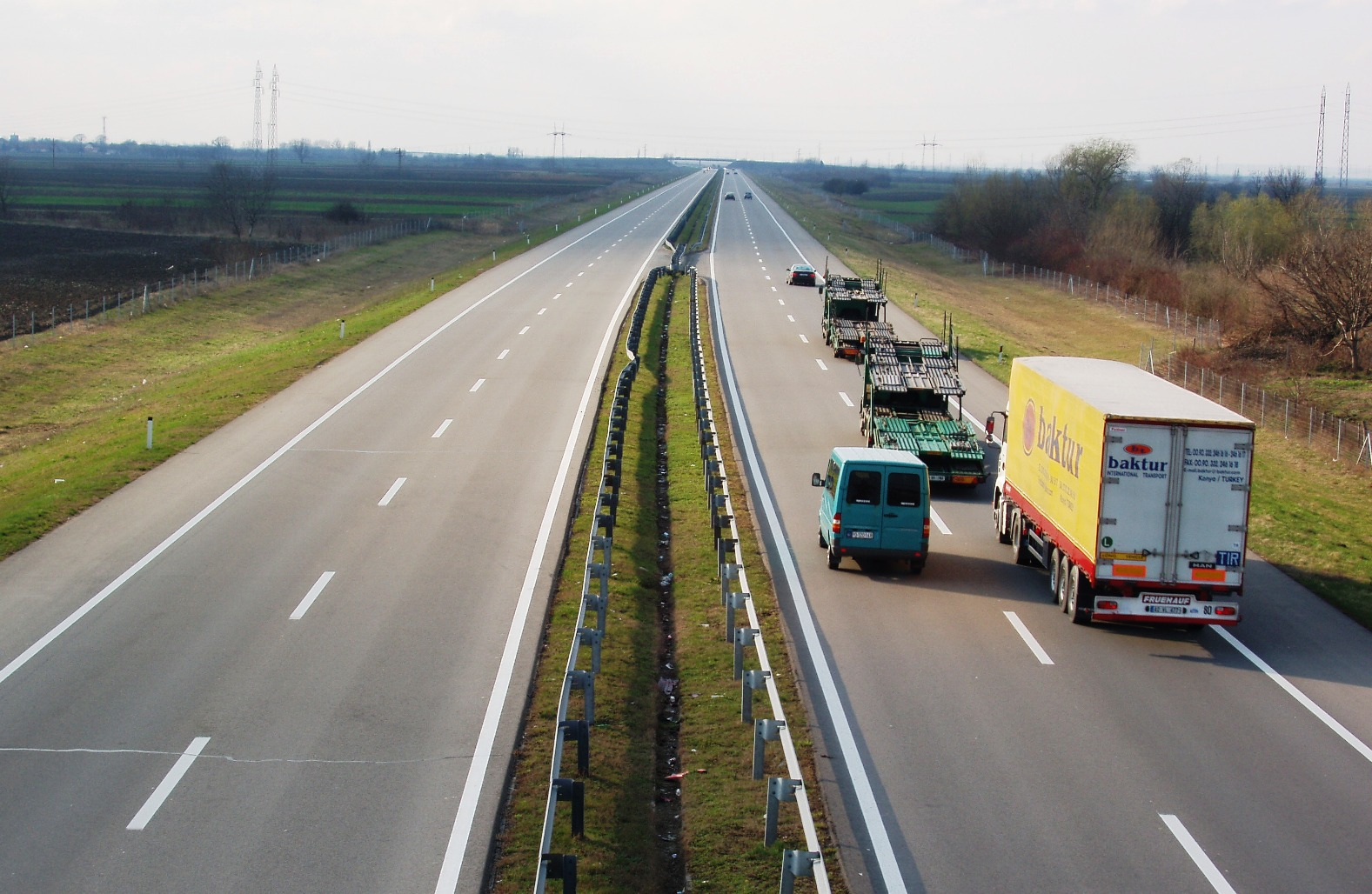
Дорога ІА поблизу Сремської Митровиці
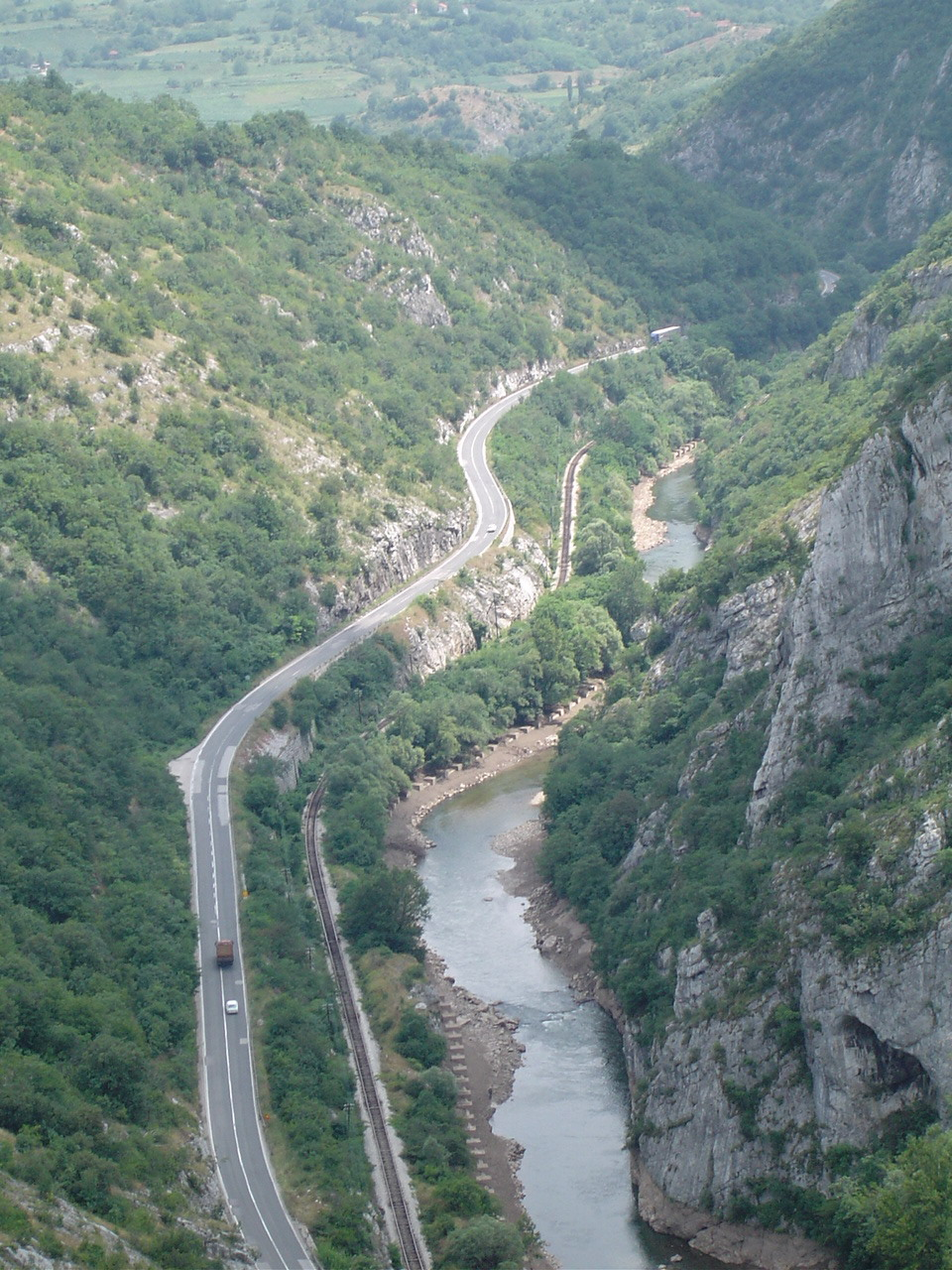
Дорога ІБ при проходженні через ущелину

Європейські дороги класу А:
- Дорога E65 — кордон (Чорногорії) — Шпиляни — Косовська Митровиця— Приштина — Генерал Яновський — (Північна Македонія).
- Дорога E70 — кордон (Хорватії) — Батровці — Белград — Вршац — Ватин — (Румунія).
- Дорога E75 («шлях за море») — кордон (Угорщини) — Хоргош — Суботиця — Новий Сад — Інджія — Белград — Пояте — Ниш — Грделіца — Миятовац — (Македонія).
- Дорога E80 — кордон (Боснія і Герцеговина) — Котроман — Пожега — Пояте — Ниш — Градина — (Болгарія).

Європейські дороги класу Б:
- Дорога E662 — Суботиця — Сомбор — Богоєво — (Хорватія).
- Дорога E761 — Пояте — Парачин — Заєчар — Вершка Чука — (Болгарія).
- Дорога E763 («шлях за море») — Белград — Пожега — Нова Варош — Гостун — (Чорногорія).
- Дорога E771 — кордон (Румунії) — Кладово — Заєар — Ниш.
- Дорога E851 — кордон (Албанії) — Призрен — Приштина — Ниш.

Станом на 2012 рік, в країні нараховувалось близько 1,5 млн автомобілів, близько 8 тис. автобусів, серед яких 4,1 тис. міські.

## Залізничний
Загальна довжина залізничних колій країни, станом на 2014 рік, становила 3 808 км (46-те місце у світі), з яких 3 808 км стандартної 1435-мм колії (1 196 км електрифіковано). У країні великий відсоток подвійних залізничних колій. Двоколійні лінії споруджено перегонах Белград — Інджія — Сремска Митровица — кордон з Хорватією, а також Белград — Ресник, Велика Плана — Сталах, Джуніс — Ниш. У планах прокласти другу колію на перегонах Панчевачки Мост — Панчево, Інджія — Новий Сад і завершити перегон Белград — Ниш. Вузькоколійна залізниця Шарганська вісімка, яка в даний час вийшла з ужитку, використовується для туристичних цілей. Найбільші залізничні вузли Белград та Ниш.

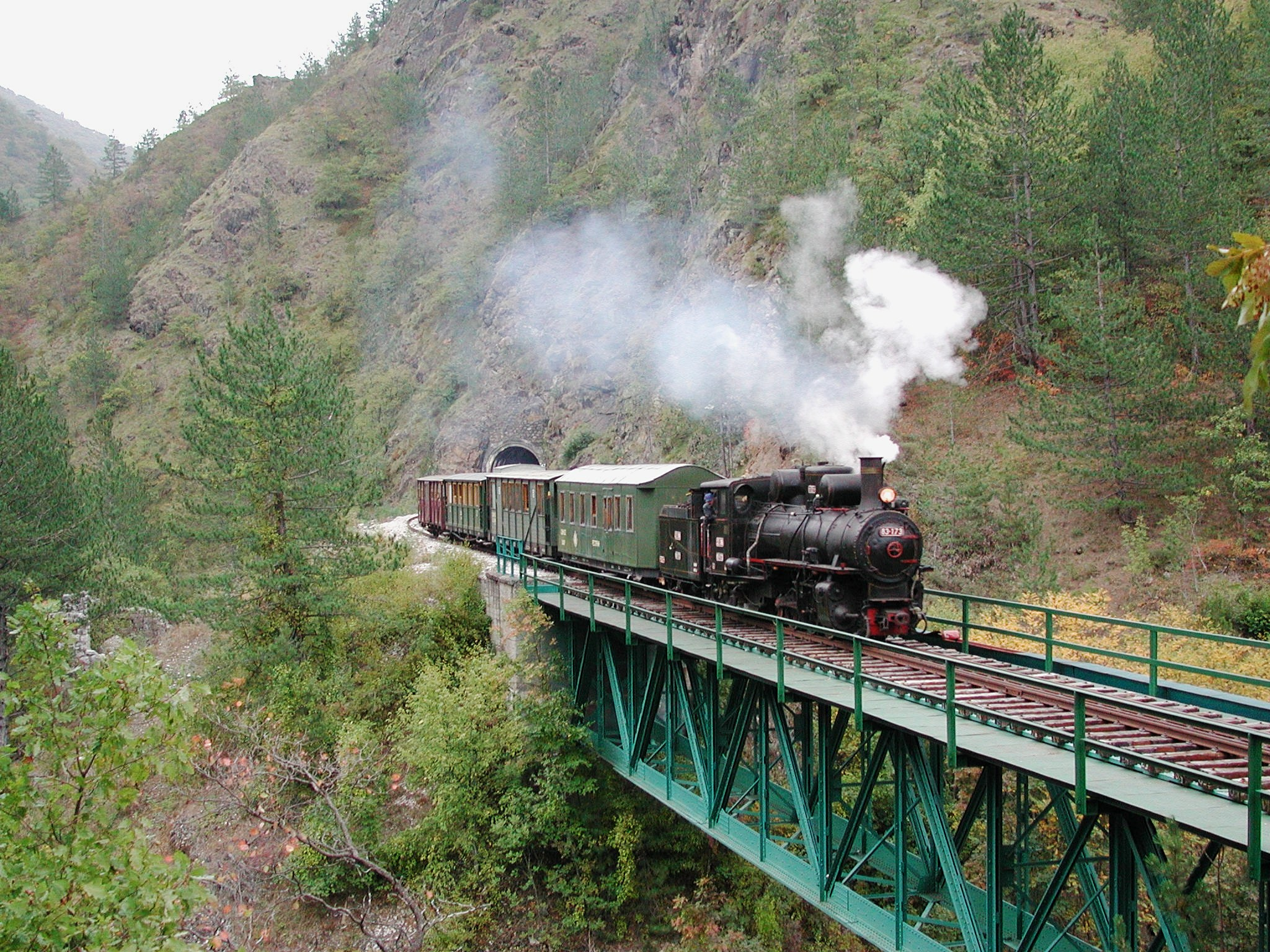
«Шарганська вісімка» — найвідоміша туристична залізниця Сербії
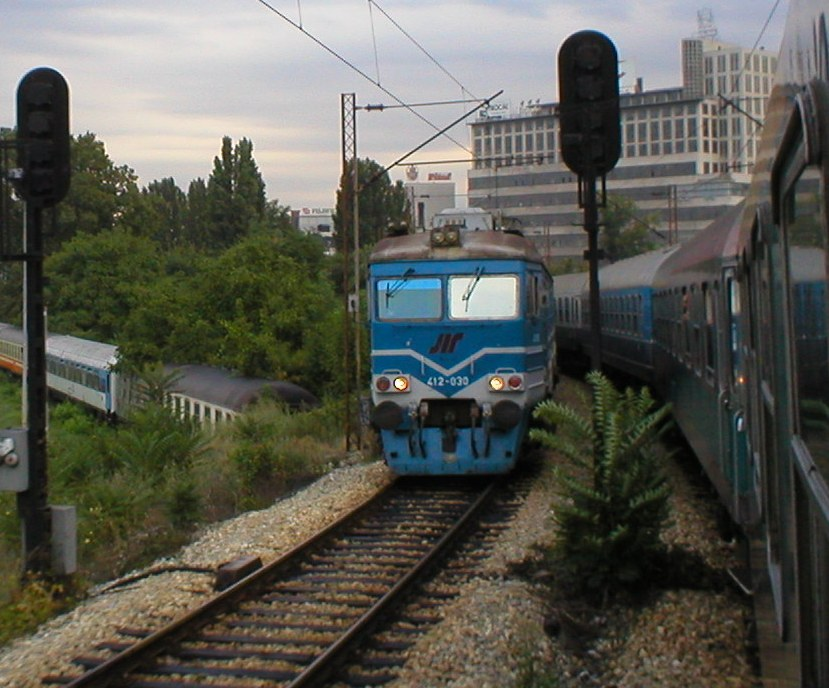
Типовий потяг Сербської залізниці
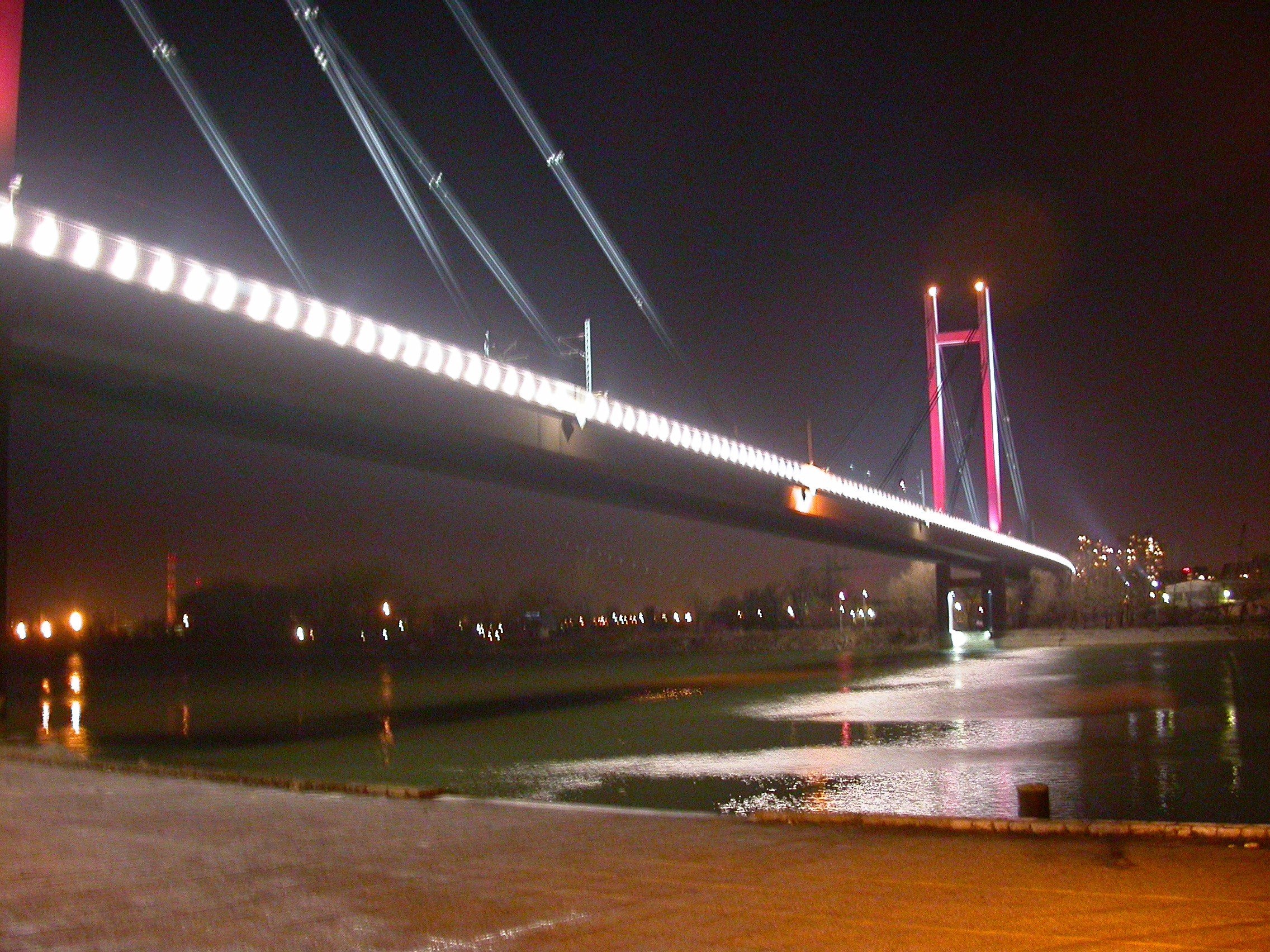
Новий залізничний міст у Белграді

Найбільш важливі залізничні лінії, що починаються з Белграда на:
- захід — на Сремску Митровицу і хорватський кордон.
- північ — на Новий Сад, Суботіцу і угорський кордон.
- північний схід — на Панчево, Вршац і румунський кордон.
- південний схід — на Ниш, Піроту і болгарський кордон.
- південь — на Ниш, Лесковац і македонський кордон.
- південний захід — на Валево, Ужицу і чорногорський кордон.
- південь — на Лапово, Кралево, Косово Поле, Генерала Янковича і македонський кордон.

Белград єдине місто в Сербії в якому працює і власна залізниця, і трамвай. Також планується будівництво лінії легкого метро.
Залізничний зв'язок з іншими країнами:
- Залізничний транспорт в Угорщині.
- Румунські Залізниці.
- Болгарська державна залізниця.
- Залізниця Північної Македонії.
- Залізничний транспорт Чорногорії.
- Залізничний транспорт у Боснії і Герцеговині.
- Хорватські залізниці.

## Повітряний
У країні, станом на 2013 рік, діє 26 аеропортів (127-ме місце у світі), з них 10 із твердим покриттям злітно-посадкових смуг і 16 із ґрунтовим. Найголовніші аеропорти країни:
- Міжнародний аеропорт «Белград» (BEG) в Сурчині, за 15 км від центра Белграда.
- Аеродром «Батайніца» Белград (BJY).
- Аеропорт Костянтин Великий (INI).
- Аеропорт Поникве (UZC).
- Аеропорт Морава (KVO).
- Міжнародний аеропорт Приштини (PRN).

Аеропорти країни за довжиною злітно-посадкових смуг розподіляються наступним чином (у дужках окремо кількість без твердого покриття):
- довші за 10 тис. футів (>3047 м) — 2 (0);
- від 10 тис. до 8 тис. футів (3047-2438 м) — 3 (0);
- від 8 тис. до 5 тис. футів (2437—1524 м) — 3 (1);
- від 5 тис. до 3 тис. футів (1523—914 м) — 2 (10);
- коротші за 3 тис. футів (<914 м) — 0 (5)[1].

У країні, станом на 2015 рік, зареєстровано 2 авіапідприємства, які оперують 21 повітряним судном. За 2015 рік загальний пасажирообіг на внутрішніх і міжнародних рейсах становив 2,4 млн осіб. За 2015 рік повітряним транспортом було перевезено 2,7 млн тонно-кілометрів вантажів (без врахування багажу пасажирів).
У країні, станом на 2012 рік, споруджено і діє 2 гелікоптерні майданчики.

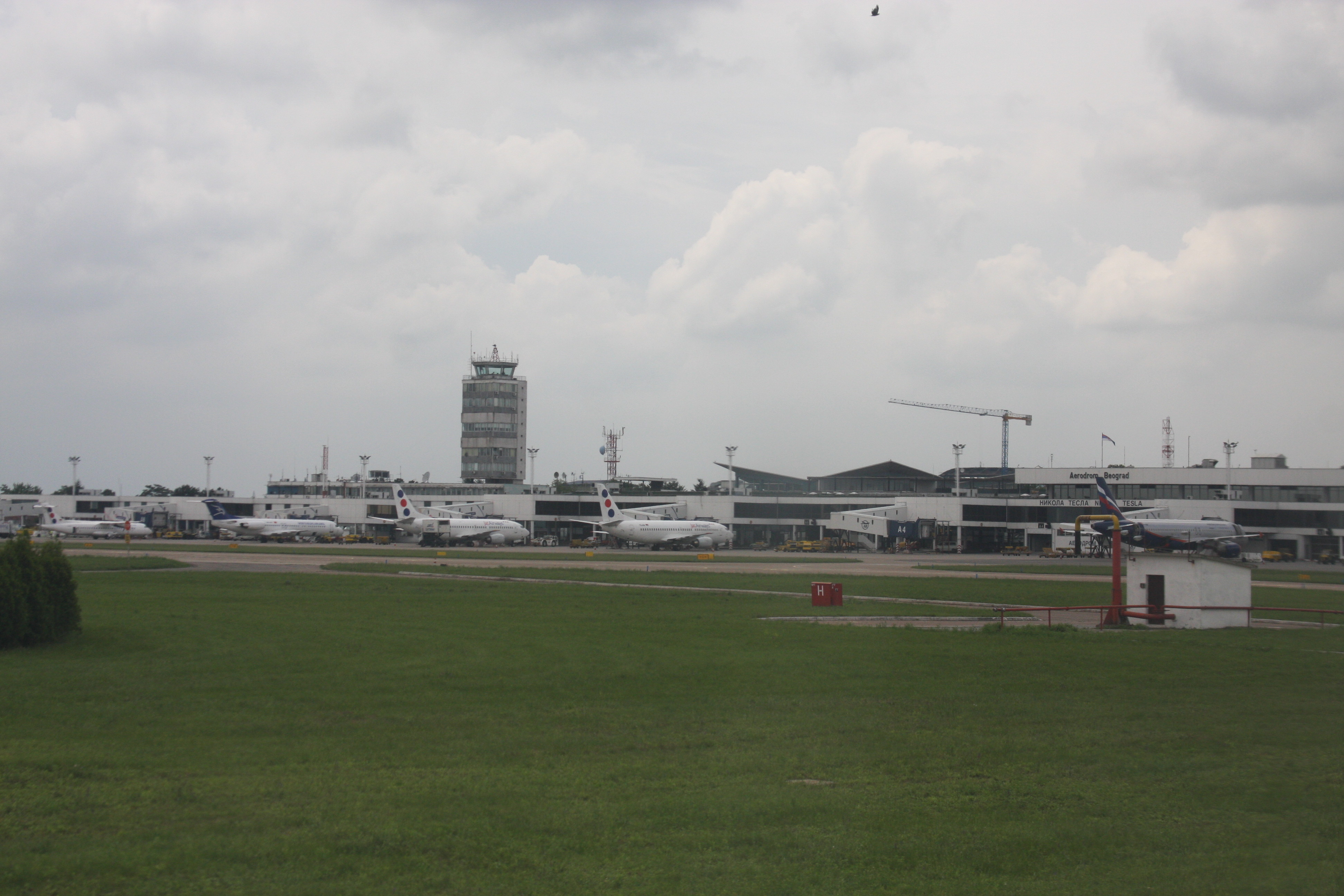
Міжнародний аеропорт «Белград»

Сербія є членом Міжнародної організації цивільної авіації (ICAO). Згідно зі статтею 20 Чиказької конвенції про міжнародну цивільну авіацію 1944 року, Міжнародна організація цивільної авіації для повітряних суден країни, станом на 2016 рік, закріпила реєстраційний префікс — YU, заснований на радіопозивних, виділених Міжнародним союзом електрозв'язку (ITU). Аеропорти Сербії мають літерний код ІКАО, що починається з — LY.

## Водний

### Річковий
Загальна довжина судноплавних ділянок річок і водних шляхів, доступних для суден з дедвейтом понад 500 тонн, 2009 року становила 587 км (80-те місце у світі). Головні водні транспортні артерії країни: Дунай і його притоки Сава і Тиса. Найважливіший водний шлях в Сербії Дунай, важливий міжнародний (Коридор 7) який пов'язує Центральну Європу з акваторією Чорного моря. Із штучних водойм важливим є (канал) Канал Дунай — Тиса — Дунай.
Головні річкові порти країни: Белград, Апатин, Новий Сад, Панчево, Смедерево, Неготин на Дунаї; Сремська Митровиця, Шабац та Белград на Саві; Сента та Бечей на Тисі. Белград — єдина європейська столиця, яка знаходиться на двох річках, які є важливими водними шляхами.

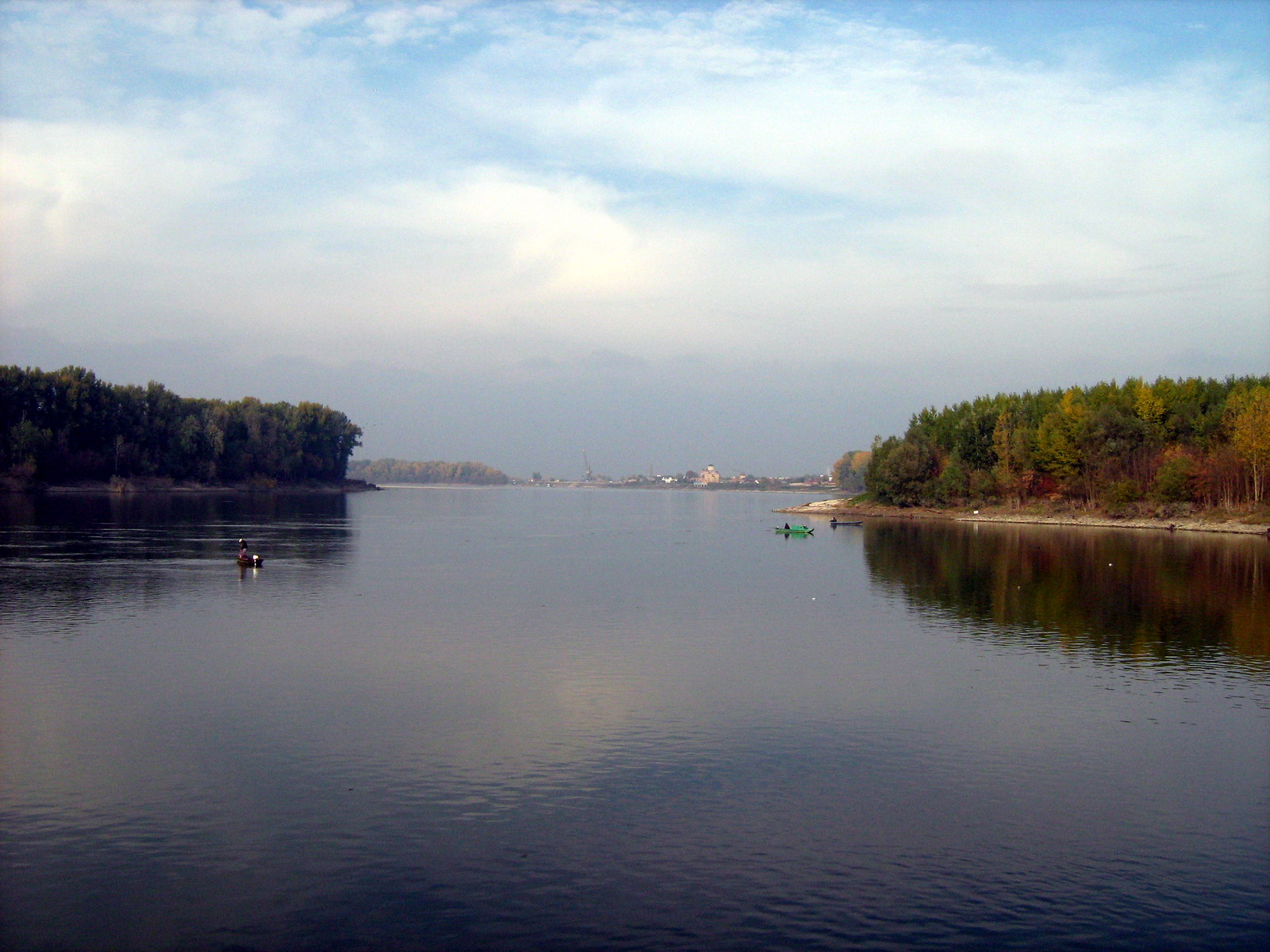
Річка Дунай біля Апатина
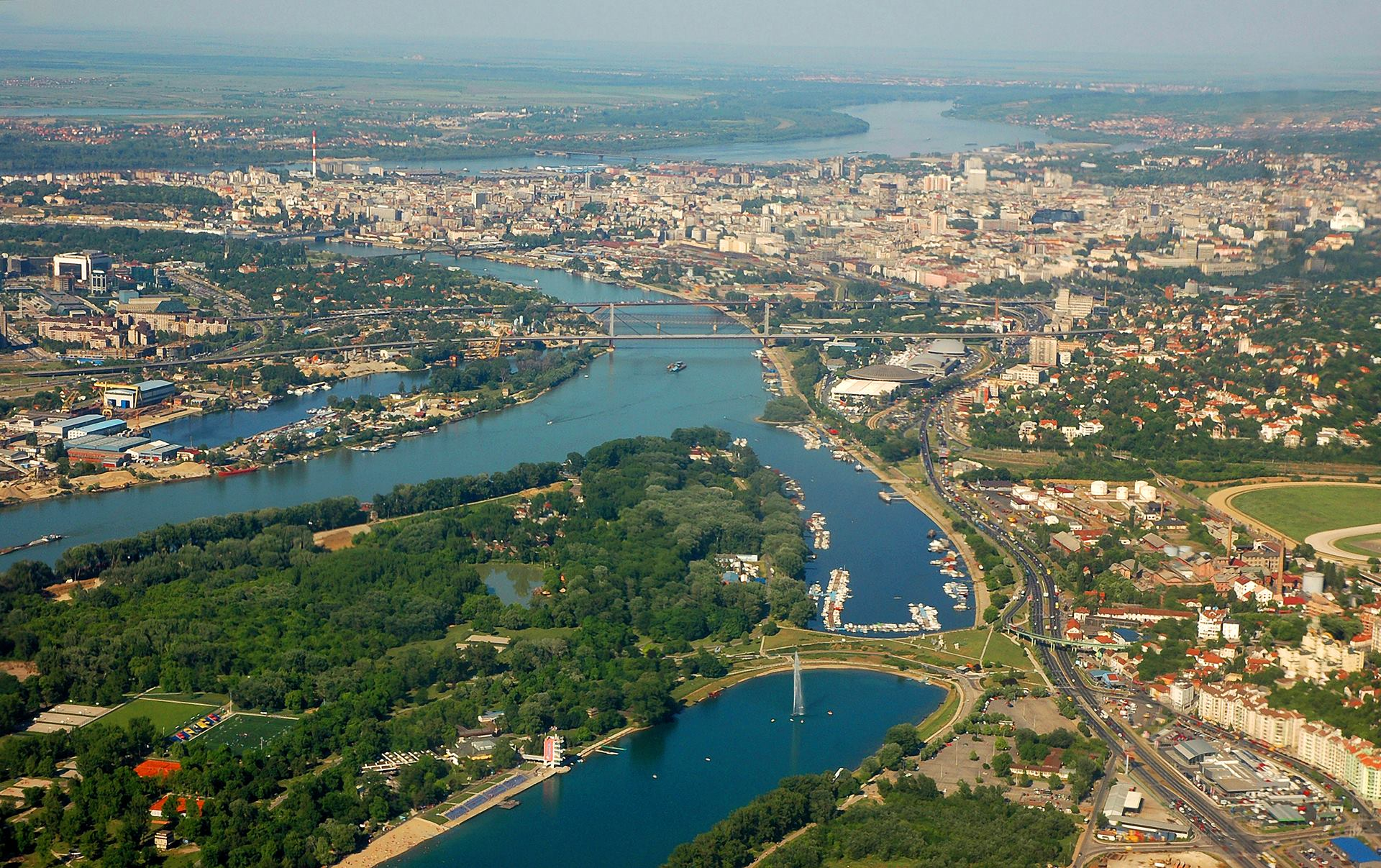
Впадіння Сави до Дунаю, Белград

Сербія знаходиться в середині континенту і не має морських портів. Серед портів в сусідніх країнах найбільше значення мають порти в містах Бар в Чорногорії і Салоніки в Греції. В той же час, річковий транспорт був розвинений до міжнародного значення. Всі водні шляхи в країні розташовані в північній частині країни, і в першу чергу пов'язані з регіонами Центральної Європи.

## Трубопровідний
Довжина нафтогонів в Сербії, станом на 2004 рік, дорівнювала 393 км; газогонів — 3177 км. На стадії проектування і підготовчих робіт до будівництва знаходиться магістральний газопровід «Південний потік», який проходитиме через Болгарію та Угорщину, з двома відгалуженнями на Боснію і Герцеговину та Хорватію. Трубопровід в даний час охоплює північну і середню частину Сербії, в той час як будівництво південної частини проводу ще ведеться.

## Державне управління
Держава здійснює управління транспортною інфраструктурою країни через міністерство будівництва, транспорту та інфраструктури. Станом на 9 квітня 2015 року міністерство в уряді Александара Вучича очолювала Зорана Михайлович.

### Українською
- Атлас. 10-11 клас. Економічна і соціальна географія світу / упорядники :  О. Я. Скуратович, Н. І. Чанцева. — К. : ДНВП «Картографія», 2010. — ISBN 978-966-475-639-3.
- Атлас світу / голов. ред. І. С. Руденко ; зав. ред. В. В. Радченко ; відп. ред. О. В. Вакуленко. — К. : ДНВП «Картографія», 2005. — 336 с. — ISBN 9666315467.
- Безуглий В. В. Економічна і соціальна географія зарубіжних країн : Навчальний посібник. — К. : ВЦ «Академія», 2007. — 704 с. — ISBN 978-966-580-239-6.
- Безуглий В. В., Козинець С. В. Регіональна економічна і соціальна географія світу : Навчальний посібник. — видання 2-ге, доп., перероб. — К. : ВЦ «Академія», 2007. — 688 с. — ISBN 966-580-144-9.
- Дахно І. І. Країни світу: Енциклопедичний довідник / І. І. Дахно, С. М. Тимофієв. — К. : Мапа, 2011. — 606 с. — (Бібліотека нового українця) — ISBN 978-966-8804-23-6.
- Дахно І. І. Економічна географія зарубіжних країн : навчальний посібник. — К. : Центр учбової літератури, 2014. — 319 с. — ISBN 978-611-01-0682-5.
- Дорошенко В. І. Географія транспорту : Навчальний посібник / В. І. Дорошенко, К. Д. Діденко. — К. : Київський нац. ун-т ім. Т. Шевченка, 2010. — 183 с. — ISBN 978-966-439-329-1.
- Дубович І. А. Країнознавчий словник-довідник. — 5-те вид., перероб. і доп. — К. : Знання, 2008. — 839 с. — ISBN 978-966-346-330-8.
- Економічна і соціальна географія країн світу : Навчальний посібник / За ред. С. П. Кузика. — Л. : Світ, 2002. — 672 с. — ISBN 966-603-178-7.
- Зарубіжна транспортна географія : навчальний посібник / уклад. : Петрашевський О. Л. и др. — К. : Національний транспортний університет, 2015. — 95 с. — ISBN 978-966-632-227-5.
- Юрківський В. М. Регіональна економічна і соціальна географія. Зарубіжні країни : Підручник. — К. : Либідь, 2001. — 416 с. — ISBN 966-06-0092-5.

### Англійською
- (англ.) Modern Transport Geography / Hoyle, B. and R. Knowles (eds). — Second Edition,. — London : Wiley, 1998.
- (англ.) Rodrigue, J-P. The Geography of Transport Systems. — Fourth Edition. — N. Y. : Routledge, 2017. — 440 с. — ISBN 978-1138669574.
- (англ.) Taaffe E. J., Gauthier H. L. and O'Kelly M. E. Geography of transportation. — Second Edition. — N. Y. : Prentice Hall, 1996. — ISBN 0-13-368572-1.
- (англ.) Black, W. Transportation: A Geographical Analysis. — N. Y. : Guilford, 2003.

### Російською
- (рос.) Максаковский В. П. Географическая картина мира. Книга I: Общая характеристика мира. — М. : Дрофа, 2008. — 495 с. — ISBN 978-5-358-05275-8.
- (рос.) Максаковский В. П. Географическая картина мира. Книга II: Региональная характеристика мира. — М. : Дрофа, 2009. — 480 с. — ISBN 978-5-358-06280-1.
- (рос.) Физико-географический атлас мира. — М. : Академия наук СССР и главное управление геодезии и картографии ГГК СССР, 1964. — 298 с.
- (рос.) Шаповал Н. С. Транспортная география и транспортные системы мира : учебное пособие. — К. : Центр учбової літератури, 2006. — 188 с. — ISBN 000-0000-00-4.
- (рос.) Экономическая, социальная и политическая география мира. Регионы и страны / под ред. С. Б. Лаврова, Н. В. Каледина. — М. : Гардарики, 2002. — 928 с. — ISBN 5-8297-0039-5.
- (рос.) Энциклопедия стран мира / глав. ред. Н. А. Симония. — М. : НПО «Экономика» РАН, отделение общественных наук, 2004. — 1319 с. — ISBN 5-282-02318-0.